# Substância gelatinosa de Rolando
A substância gelatinosa de Rolando (ou substância gelatinosa do corno dorsal da medula espinal) é uma massa transluzente, gelatinosa de células da glia e neurônios em forma de "V" que recobre a coluna posterior, uma das três colunas de substância cinzenta da medula espinal. A aparência gelatinosa se dá devido à concentração muito baixa de fibras mielinizadas.
De acordo com a classificação de Rexed, os neurónios da substância gelatinosa fazem parte da lâmina II.
Ela é nomeada em referência a Luigi Rolando.

## Função
A substância gelatinosa é um dos pontos (sendo o núcleo próprio o outro) onde os neurônios de primeira ordem do Trato espinotalâmico fazem sinapse.
Diversos receptores opioides μ e k, pré-sinápticos e pós-sinápticos, são encontrados nessas células nervosas; eles podem funcionar como alvos para regulação de dor em pontos distais.
Fibras C terminam nessa camada. Sendo assim, os corpos celulares encontrados nessa região são partes da via neural que leva a sensação de dor lenta, com localização imprecisa. Contudo, algumas fibras A delta (carregando sensação de dor rápida, localizada) também fazem sinapse na substância gelatinosa, principalmente por axônios passando por essa área para chegar ao núcleo próprio. Dessa forma, há conversa cruzada entre ambas vias.